# ابیگیل (فیلم ۲۰۲۴)
ابیگیل (به انگلیسی: Abigail) یک فیلم ترسناک هیولایی آمریکایی به کارگردانی مت بتینلی-اولپین و تایلر جیلت بر اساس فیلمنامه‌ای از استفن شیلدز و گای بوسیک است. این فیلم بر اساس و بازسازی فیلم ۱۹۳۶ هیولاهای یونیورسال کلاسیک، دختر دراکولا ساخته شده است، و در آن بازیگرانی چون ملیسا باررا، دن استیونز، آلیشا ویر، کاترین نیوتون، ویلیام کتلت، کوین دورند، آنگوس کلاود (حضور فیلم پس از مرگ) و جانکارلو اسپوزیتو به ایفای نقش می‌پردازند.
ابیگیل اولین نمایش جهانی خود را در جشنواره فیلم اورلوک در ۷ آوریل ۲۰۲۴ داشت و در ۱۹ آوریل ۲۰۲۴ توسط یونیورسال پیکچرز در ایالات متحده اکران شد. این فیلم عموماً نقدهای مثبتی از منتقدان دریافت کرد و فروش جهانیِ بیش از ۴۲ میلیون دلاری داشت.

## داستان
این فیلم بر روی گروهی از آدم‌ربایان تمرکز دارد که دختر یک شخصیت قدرتمند را دستگیر می‌کنند و باید مراقب او باشند، تا زمانی که ابیگیل ماهیت واقعی خود را به عنوان یک کودک خون‌آشام آشکار می‌کند و آنها را یکی یکی شکار می‌کند.

## بازیگران
- ملیسا باررا در نقش جوی[۵]
- دن استیونز در نقش فرانک[۶]
- آلیشا ویر در نقش ابیگیل[۷]
- ویلیام کتلت در نقش ریکلز[۸]
- کاترین نیوتون در نقش سمی[۸]
- کوین دورند در نقش پیتر[۹]
- آنگوس کلاود در نقش دین[۸]
- جانکارلو اسپوزیتو در نقش لمبرت[۱۰]
- متیو گود در نقش پدر ابیگیل

## تولید
در آوریل ۲۰۲۳ گزارش شد که رادیو سایلنس پروداکشنز در حال ساخت یک فیلم دلهره آور هیولایی برای یونیورسال پیکچرز است که مت بتینلی-اولپین و تایلر جیلت به کارگردانی آن پیوسته‌اند و چاد ویللا در کنار ویلیام شراک، پل نینشتاین و جیمز وندربیلت در پروژه به عنوان تهیه‌کننده فعالیت می‌کنند، در حالی که استفان شیلدز و گای بوسیک فیلمنامه آن را می‌نویسند. گفته شد که این پروژه اقتباسی مدرن از یکی از شخصیت‌های یونیورسال کلاسیک خواهد بود که از نظر رویکردی شبیه به مرد نامرئی (۲۰۲۰) یا رنفیلد (۲۰۲۳) است، و خلاصه داستان آن به عنوان «برخوردی منحصر به فرد از داستان افسانه‌ای هیولا و نشان دهنده یک جهت جدید برای نحوه تجلیل از شخصیت‌های کلاسیک» توصیف شد. این فیلم در ابتدا قرار بود پروژه بعدی بتینلی-اولپین و ژیلت پس از انتشار قسمت پنجم جیغ باشد، اما اجرای آن به بعد از جیغ ۶ به تعویق افتاد.
بعدها اعلام شد که این پروژه در ابتدا با عنوان منبع اصلی که بر اساس آن ساخته شده بود، دختر دراکولا نام داشت، در حالی که یونیورسال مجدداً اعلام کرد که آنها تداومی منحصر به فرد را با مومیایی (۲۰۱۷) در نظر گرفته بودند، اما هر نسخه همچنان «بدون محدودیت در بودجه، رتبه یا ژانر ریشه در ژانر وحشت دارد. آنها بخشی از یک فیلم یا جهان به هم پیوسته مشترک نیستند، که به هر فیلم اجازه می‌دهد به تنهایی برای خودش بایستد. این مسیر جدید فیلمساز محور است و از فیلمسازان مبتکر با ایده‌های اصلی و جسورانه برای این شخصیت‌ها دعوت می‌کند تا داستان‌ها را توسعه داده و آنها را مطرح کنند.» عنوان فیلم در ژانویه ۲۰۲۴ به‌طور رسمی به ابیگیل تغییر داده شد.

### انتخاب بازیگران
در آوریل ۲۰۲۳، ملیسا بارارا، پس از حضور در فیلم‌های جیغ از این دو فیلم‌ساز، برای یکی از نقش‌های اصلی انتخاب شد. ماه بعد، دن استیونز، کوین دورند، آلیشا ویر، کاترین نیوتون، انگوس کلود و ویل کتلت به بازیگران پیوستند. در ژوئن ۲۰۲۳، اعلام شد که جانکارلو اسپوزیتو برای نقشی مکمل انتخاب شده است. بعدها مشخص شد که ویر در نقش دختر دراکولا بازی می‌کند.

### فیلمبرداری
تصویربرداری اصلی در ۳۰ ژوئن ۲۰۲۳ در دوبلین، ایرلند، با عنوان کاری دزدیدن ابیگیل آغاز شد، اما فیلمبرداری در ژوئیه به دلیل اعتصابات ۲۰۲۳ سگ-افترا به حالت تعلیق درآمد. کلاود فیلمبرداری صحنه‌های خود را قبل از مرگش در ۳۱ ژوئیه ۲۰۲۳ به پایان رسانده بود. فیلمبرداری در ۱۵ دسامبر همان سال به پایان رسید.

### موسیقی
در ژانویه ۲۰۲۴، پس از همکاری با بتینلی-اولپین و ژیلت در پروژه‌های قبلی، برایان تایلر به عنوان آهنگساز این فیلم اعلام شد.

## انتشار
ابیگیل در ۱۹ آوریل ۲۰۲۴ توسط یونیورسال پیکچرز در سینماهای آمریکا اکران شد.

## بازخورد

### فروش در گیشه
ابیگیل ۱۸٫۸میلیون دلار در ایالات متحده و کانادا و همچنین ۹٫۹ میلیون دلار در دیگر نقاط فروش داشته که در کل تا تاریخ ۲۸ آوریل ۲۰۲۴ به ۲۸٫۶ میلیون دلار رسیده است. در ابتدا پیش‌بینی شده بود که در آخر هفته افتتاحیه خود از ۳۳۰۰ سینما ۱۲ تا ۱۵ میلیون دلار بفروشد.

### منتقدان
در وبگاه جمع‌آوری نقد راتن تومیتوز، ٪۸۳ از ۱۷۸ بررسی منتقدان مثبت است و میانگینِ امتیاز آن ۶٫۸/۱۰ است. اجماع این وبگاه چنین می‌نویسد: «ابیگیل در حالی که استوانه‌های مورد اعتماد سبک خون‌آشام را با شکوفایی باله‌ای به ارمغان می‌آورد، در یک پیرامون آشنا با بازیگران خوب و سبک شیک خود می‌رقصد.» این فیلم در متاکریتیک که از میانگین وزنی استفاده می‌کند، بر اساس نظر ۳۷ منتقدین امتیاز ۶۲ از ۱۰۰ را کسب کرده که نشان‌گر «نقدهای عموماً مطلوب» است. تماشاگران در نظرسنجی سینماسکور به فیلم نمره متوسط "B" را در مقیاس A+ تا F دادند.